# Liste de statisticiennes
Cette liste présente dans l'ordre alphabétique des femmes qui ont apporté des contributions ou des réalisations notables aux statistiques,. La liste de statisticiens lui est complémentaire.
- Haut – A
- B
- C
- D
- E
- F
- G
- H
- I
- J
- K
- L
- M
- N
- O
- P
- Q
- R
- S
- T
- U
- V
- W
- X
- Y
- Z

## A
- Helen Abbey (en) (1915-2001), biostatisticienne américaine connue pour son mentorat prolifique d'étudiants
- Edith Abbott (1876-1957), économiste américaine, travailleuse sociale, éducatrice et auteure
- Dorothy Adkins (en) (1912-1975), psychologue spécialisée en psychométrie
- Laura Ahtime, directrice générale National Bureau of Statistics des Seychelles
- Beatrice Aitchison (1908–1997), économiste des transports qui est devenue la première femme à la tête du service postal des États-Unis
- Martha Aliaga (en) (1937-2011), éducatrice argentine en statistique et présidente du Caucus for Women in Statistics
- Betty Allan (1905-1952), statisticienne et biométricienne australienne, première statisticienne au CSIRO
- Naomi Altman, biostatisticienne canado-américaine connue pour son travail sur les méthodes du noyau
- Christine Anderson-Cook (née en 1966), experte canadienne en conception d'expériences, fiabilité et criminalistique nucléaire
- Mariza de Andrade (en), biostatisticienne brésilo-américaine connue pour son travail en génétique statistique
- Svetlana Antonovska (en) (1952-2016), sociologue et statisticienne macédonienne, fondatrice des statistiques contemporaines en Macédoine du Nord
- Margaret Armstrong (en), géostatisticienne australienne et auteure de manuels
- Arlene Ash (en), statisticienne américaine qui travaille sur l'ajustement des risques dans les services de santé
- Jana Asher (en), experte américaine en statistiques des droits de l'homme et des violences sexuelles
- Deborah Ashby (en) (née en 1959), statisticienne britannique spécialisée dans les statistiques médicales et les statistiques bayésiennes

## B
- Julie E. Backer (en) (1890-1977), statisticienne norvégienne de la santé et de la population au Bureau central des statistiques de Norvège
- Anita K. Bahn (en) (1920-1980), épidémiologiste en chef du Maryland
- Barbara A. Bailar, statisticienne américaine, présidente et directrice exécutive de la Société américaine de statistique
- Rosemary A. Bailey (née en 1947), statisticienne britannique qui travaille dans la conception d'expériences et l'Analyse de la variance
- Joan Bailey-Wilson (en) (née en 1953), généticienne statistique américaine
- Rose Baker (en), physicienne, mathématicienne et statisticienne britannique
- Karen Bandeen-Roche (en), biostatisticienne américaine connue pour ses recherches sur le vieillissement
- Huldah Bancroft (?-1966), biostatisticienne américaine
- Rina Foygel Barber (en), statisticienne américaine qui étudie les modèles graphiques, les taux de fausses découvertes et la régularisation
- Mildred Barnard (1908–2000), biométricienne, mathématicienne et statisticienne australienne
- Pauline Barrieu
- Kaye Basford, statisticienne et biométricienne australienne qui applique des méthodes statistiques à la génétique des plantes
- Nancy Bates (en), chercheuse principale au United States Census Bureau
- Mary Batcher (en), statisticienne fiscale américaine, présidente de l'Institut national des sciences statistiques
- M. J. Bayarri (en) (1956-2014), statisticienne bayésienne espagnole, présidente de l'International Society for Bayesian Analysis
- Betsy Becker (en), chercheuse américaine en méta-analyse et psychométrie éducative
- Grace Bediako, ancienne chef du Service de statistiques du Ghana
- Nicky Best (en), statisticienne britannique, experte en inférence bayésienne
- Rebecca Betensky, biostatisticienne à l'Université Harvard et au Massachusetts General Hospital
- Julia Bienias, experte américaine en biostatistique de la maladie d'Alzheimer
- Lynne Billard (née en 1943), chercheuse australo-américaine sur le sida, présidente de l'Société américaine de statistique et de la Société biométrique internationale
- Sheila Bird (en) (née en 1952), biostatisticienne britannique dont l'évaluation de l'utilisation abusive des statistiques a conduit à des directives statistiques pour les revues médicales
- Yvonne Bishop (décédée en 2015), experte américaine en analyse multivariée qui a étudié les anesthésiques et la pollution de l'air
- Lenore E. Bixby (en) (décédée en 1994), statisticienne américaine qui a travaillé avec la Social Security Administration et la National Academy of Sciences
- Erin Blankenship (en), éducatrice américaine en statistique
- Carol Joyce Blumberg (en), statisticienne américaine intéressée par la méthodologie d'enquête, la conception d'expériences et l'enseignement des statistiques
- Mary Ellen Bock (en), première femme professeure titulaire en statistique et première femme chaire de statistique à l'Université Purdue
- Graciela Boente, statisticienne mathématique argentine connue pour ses recherches en statistiques robustes
- Connie M. Borror (1966-2016), statisticienne américaine et ingénieure industrielle intéressée par le contrôle qualité et la toxicologie médico-légale
- K. O. Bowman (en) (1927-2019), statisticienne nippo-américaine, a approximé la distribution des estimateurs du maximum de vraisemblance, préconisé pour les personnes handicapées
- Dorothy Brady (en) (1903-1977), professeure américaine d'économie à la Wharton School
- Amy Braverman (en), statisticienne américaine, analyse les données de télédétection et les modèles climatiques
- Donna Brogan (née en 1939), statisticienne américaine qui travaille dans les statistiques de la santé mentale et l'analyse des données d'enquêtes complexes
- Jennifer Brown (en), statisticienne de l'environnement de la Nouvelle-Zélande, présidente de la New Zealand Statistical Association
- Laurence Broze (1960–), mathématicienne, statisticienne et économiste belge
- Caitlin E. Buck (en) (1964–), archéologue et statisticienne britannique connue pour ses travaux de datation au radiocarbone
- Florentina Bunea (en) (1966–), statisticienne roumaine intéressée par l'apprentissage automatique, les processus empiriques et les statistiques de grande dimension
- Lynne Butler (en) (née en 1955), combinatorialiste et statisticienne mathématique américaine
- Margaret K. Butler (en) (1924–2013), statisticienne au Bureau of Labor Statistics, a développé un logiciel pour les simulations nucléaires
- Cristina Butucea (en), statisticienne française connue pour ses travaux sur les statistiques non paramétriques, l'estimation de la densité et la déconvolution
- Christine Bycroft (en), statisticienne et démographe néo-zélandaise

## C

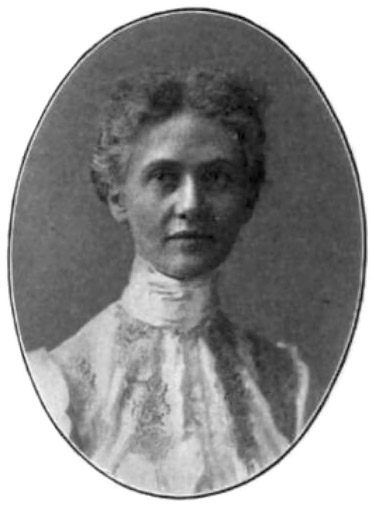
Kate Claghorn est devenue la première femme Fellow de l'ASA.

- Kate Calder (en), experte américaine en modélisation bayésienne spatio-temporelle
- Ann R. Cannon (en), éducatrice américaine en statistique
- Alicia Carriquiry, statisticienne uruguayenne, applique les statistiques bayésiennes à la nutrition, la génomique, la médecine légale et la sécurité routière
- Mavis B. Carroll (en) (1917-2009), statisticienne américaine qui a été la pionnière de l'utilisation industrielle des statistiques chez General Foods
- Carol S. Carson (en), statisticienne économique américaine, directrice du Bureau of Economic Analysis, directrice des statistiques pour le Fonds monétaire international
- Ann Cartwright (en) (née en 1925), a exploré les problèmes liés à l'utilisation et à la perception des soins médicaux primaires en Grande-Bretagne
- Mine Çetinkaya-Rundel (en), professeure de statistiques turque connue pour ses manuels open source
- Kathryn Chaloner (1954-2014), experte en conception expérimentale bayésienne, a travaillé sur le VIH, le sida, les maladies infectieuses et la santé des femmes
- Anne Chao, statisticienne environnementale taïwanaise connue pour son travail sur les méthodes de marquage et de recapture
- Enid Charles (1894-1972), pionnière britannique de la démographie et des statistiques démographiques et experte des taux de fécondité
- Cathy Woan-Shu Chen (en), statisticienne taïwanaise intéressée par les méthodes bayésiennes et les statistiques économiques
- Jie Chen (en), professeure sino-américaine de biostatistique et d'épidémiologie et experte en détection de changement
- Amanda Chetwynd (en), spécialiste de combinatoire et statisticienne spatiale britannique
- Francesca Chiaromonte (en), statisticienne italienne, experte en génétique statistique et réduction de la dimensionnalité
- Marcia Ciol (en), experte brésilo-américaine sur la comorbidité
- Constance F. Citro (en) (née en 1942), politologue et statisticienne américaine, directrice de la commission des statistiques nationales
- Gerda Claeskens (en), spécialiste belge de la sélection et de la moyenne des modèles
- Kate Claghorn (1864-1938), sociologue américaine, économiste, statisticienne, juriste et militante de l'ère progressiste
- Cynthia Clark (en) (née en 1942), statisticienne du gouvernement américain, directrice exécutive du Council of Professional Associations on Federal Statistics
- Merlise A. Clyde (en), statisticienne américaine connue pour son travail de moyenne de modèle pour les statistiques bayésiennes
- Clara Collet (1860-1948), réformatrice sociale britannique qui a recueilli des preuves statistiques et descriptives de la vie des travailleuses et des pauvres
- Katharine Coman (1857-1915), historienne, économiste, sociologue, éducatrice et militante sociale américaine, qui fut la première femme à enseigner les statistiques aux États-Unis [3]
- Dianne Cook, rédactrice australienne du Journal of Computational and Graphical Statistics
- Cathy A. Cowan (en), économiste et sociologue américaine
- Gertrude Mary Cox (1900-1978), chercheuse en conception expérimentale, présidente de l'American Statistical Association
- Stella Cunliffe (1917-2012), statisticienne britannique, première femme présidente de la Royal Statistical Society
- Adele Cutler (en), statisticienne néo-zélandaise et américaine d'origine anglaise qui a développé l'analyse archétypale et les forêts aléatoires
- Claudia Czado (en), experte allemande des copules, des vignes et de leurs applications en finance statistique
- Veronica Czitrom (en), statisticienne mexico-américaine, a appliqué des statistiques au contrôle qualité de la fabrication de semi-conducteurs

## D
- Dorota Dabrowska (en), statisticienne polonaise connue pour ses recherches sur les processus de comptage et l'analyse de survie
- Estelle Bee Dagum, experte argentino-canadienne-italienne en séries chronologiques et désaisonnalisation
- Angela Dale (en) (née en 1945), statisticienne britannique connue pour l'analyse secondaire des données d'enquête gouvernementales
- Sarah Darby (en), épidémiologiste et statisticienne médicale britannique
- Nairanjana Dasgupta, statisticienne indienne, experte des tests multiples à grande échelle et des statistiques de croissance des pommes
- Susmita Datta (en), biostatisticienne indo-américaine et musicienne folk bengali
- Florence Nightingale David (1909–1993), statisticienne anglaise, lauréate du premier prix Elizabeth Scott
- Marie Davidian, biostatisticienne américaine connue pour son travail en analyse de données longitudinales et en médecine de précision
- Besse Day (en) (1889–1986), statisticienne américaine pionnière de l'utilisation de la conception d'expériences en ingénierie
- Angela Dean, experte britannique en conception d'expériences
- Natalie Dean (1987-), biostatisticienne américaine spécialisée dans l'épidémiologie des maladies infectieuses.
- Charmaine Dean (née en 1958), statisticienne de Trinidad, présidente de la Société biométrique internationale et de la Société statistique du Canada
- Charlotte Deane (en) (née en 1975), statisticienne et chercheuse en bioinformatique, s'est concentrée sur la structure protéique des anticorps
- Aurore Delaigle, experte australienne en statistiques non paramétriques, déconvolution et analyse de données fonctionnelles
- Elizabeth DeLong (en), biostatisticienne américaine intéressée par la recherche sur les résultats et l'efficacité comparative
- Jill Dever (en), statisticienne d'enquête américaine
- María del Pilar Díaz (en), statisticienne argentine
- Marie Diener-West (en), statisticienne américaine, ophtalmologiste et experte en essais cliniques
- E. Jacquelin Dietz (en), professeure de statistiques américain, rédacteur en chef fondateur du Journal of Statistics Education
- Susanne Ditlevsen (en), biologiste mathématicienne et biostatisticienne danoise
- Kim-Anh Do (en), biostatisticienne australienne d'origine vietnamienne à l'Université du Texas MD Anderson Cancer Center
- Annette Dobson (née en 1945), chercheuse australienne en biostatistique, épidémiologie, études longitudinales et déterminants sociaux de la santé
- Rebecca Doerge (en), chercheuse américaine en bioinformatique statistique, connue pour ses recherches sur les traits quantitatifs
- Francesca Dominici, statisticienne italienne qui effectue des recherches collaboratives sur des projets qui combinent les mégadonnées avec la politique de santé et le changement climatique
- Christl Donnelly, utilise les statistiques et la biomathématique pour étudier les schémas épidémiologiques des maladies infectieuses
- Sandrine Dudoit, applique des statistiques aux puces à ADN et aux données génétiques, cofondatrice du projet Bioconductor
- Vanja Dukic (en), biostatisticienne américaine qui utilise des modèles de recherche sur Internet pour suivre les maladies
- Olive Jean Dunn (1915-2008), statisticienne américaine, a contribué au développement des intervalles de confiance en biostatistique
- Karen Dunnell (en) (née en 1946), directrice générale de l'Office britannique des statistiques nationales et chef du service statistique du gouvernement
- Debbie Dupuis (en), statisticienne canadienne, applique la science de la décision et des statistiques solides à la finance statistique et aux statistiques environnementales
- Josée Dupuis (en), biostatisticienne canadienne et américaine, présidente de l'International Genetic Epidemiology Society

## E
- Lynn Eberly (en), chercheuse américaine en études longitudinales, imagerie médicale et autres formes de données corrélées
- Constance van Eeden (née en 1927), statisticienne néerlandaise, spécialiste de statistique non paramétrique qui a contribué au développement des statistiques au Canada
- Nathalie Eisenbaum (en), théoricienne française des probabilités
- Hope Ekudu, statisticienne, directrice de banque et administratrice d'entreprise ougandaise.
- Janet D. Elashoff (en), directrice de la biostatistique du Cedars-Sinai Medical Center
- Ethel M. Elderton (en) (1878-1954), chercheuse britannique en eugénisme
- Marie D. Eldridge (en) (1926-2009), directrice des statistiques et de l'analyse à la National Highway Traffic Safety Administration
- Susan S. Ellenberg, biostatisticienne américaine, experte en conception d'essais cliniques et en sécurité des dispositifs médicaux
- Jane Elliott (en) (née en 1966), sociologue britannique qui utilise des méthodes longitudinales pour explorer les questions de genre et d'emploi
- Kathy Ensor (en), statisticienne américaine qui a découvert des corrélations entre l'ozone et les crises cardiaques
- Sylvia Esterby (en), statisticienne environnementale canadienne, fondatrice de l'International Environmetrics Society
- Alison Etheridge (née en 1964), chercheuse anglaise en génétique théorique des populations et en écologie mathématique (en).

## F
- Polly Feigl, biostatisticienne américaine
- Carol Fitz-Gibbon (en) (1938–2017), experte britannique et militante en évaluation de l'éducation
- Evelyn Fix (en) (1904–1965), statisticienne américaine qui a inventé la méthode du plus proche voisin
- Nancy Flournoy (1947-), statisticienne américaine connue pour la conception de tests cliniques adaptatifs et pour l'effet graft-versus-tumor dans des transplantations de moelle osseuse
- Sylvia Frühwirth-Schnatter (en) (1959-), Austrian statisticienne autrichienne travaillant sur l'inférence bayésienne, présidente de l'International Society for Bayesian Analysis
- Rongwei Fu (en), biostatisticienne qui utilise des méta-analyses pour comprendre les structures de maladies
- Montserrat Fuentes (en), statisticienne espagnole qui applique l'analyse spatiale aux sciences de l'atmosphère
- Cathy Furlong (en), statisticienne américaine active au sein d'organisations statistiques, présidente de Statistics Without Borders

## G
- Linda Gage (en), démographe de l'État de Californie
- Nina Gantert (en), théoricienne des probabilités suisse et allemande
- Martha M. Gardner (en), statisticienne américaine associée à GE Global Research
- Joan Garfield (en), psychologue scolaire américaine spécialisée dans l'enseignement des statistiques
- Sara van de Geer (née en 1958), statisticienne néerlandaise, présidente de la Bernoulli Society
- Hilda Geiringer (1893-1973), chercheuse autrichienne sur les séries de Fourier, les statistiques, la probabilité et la plasticité, réfugiée de l'Allemagne nazie
- Yulia Gel (en), experte américaine des statistiques non paramétriques des données spatio-temporelles
- Nancy Geller (née en 1944), directrice de la recherche en biostatistique au National Heart, Lung, and Blood Institute
- Maria-Pia Geppert (1907–1997), mathématicienne et biostatisticienne allemande fondatrice du Biometrical Journal
- Nadia Ghazzali (née en 1961), experte maroco-canadienne sur les nombres de grappes et présidente d'université
- Jean D. Gibbons (en) (né en 1938), experte américaine en statistiques non paramétriques et auteure prolifique de livres sur les statistiques
- Irène Gijbels (en), statisticienne mathématique belge et experte en statistiques non paramétriques
- Ethel Gilbert, experte américaine des risques de cancer radio-induit
- Krista Gile (en), experte américaine en échantillonnage piloté par les répondants et modèles de graphiques aléatoires exponentiels
- Dorothy Gilford (1919-2014), chef des statistiques mathématiques à l'Office of Naval Research et du National Center for Education Statistics
- Ingrid Kristine Glad (en) (née en 1965), statisticienne norvégienne, experte en régression non paramétrique, données de puces à ADN et traitement d'images
- Amanda L. Golbeck, biostatisticienne américaine et administratrice universitaire
- Lisa Goldberg, universitaire et statisticienne américaine en finance mathématique
- Rebecca Goldin, directrice américaine du Statistical Assessment Service (en), une organisation à but non lucratif qui vise à améliorer l'utilisation des statistiques dans le journalisme[4].
- Christina Goldschmidt (en), théoricienne britannique des probabilités
- Nancy Gordon (en), économiste et statisticienne américaine, présidente du Caucus for Women in Statistics
- Carol A. Gotway Crawford (en), experte américaine en biostatistique, analyse spatiale, statistiques environnementales et santé publique
- Selma Fine Goldsmith (en) (1912–1962), statisticienne économique américaine qui a estimé la répartition du revenu personnel
- Mary W. Gray (née en 1938), auteure en statistique appliquée et présidente fondatrice de l'Association for Women in Mathematics
- Cindy Greenwood, statisticienne canadienne, lauréate du prix Krieger-Nelson
- Clare Griffiths, statisticienne britannique responsable du tableau de bord COVID-19 du Royaume-Uni
- Ying Guo (en), biostatisticienne sino-américaine et chercheuse en neuroimagerie
- Margaret Gurney (1908-2002), mathématicienne américaine, statisticienne d'enquête et pionnière en programmation informatique

## H
- Margaret Jarman Hagood (en) (1907-1963), présidente de la Population Association of America
- Marjorie Hahn (en), théoricienne américaine des probabilités et joueuse de tennis
- Linda M. Haines (en), experte anglaise et sud-africaine en conception d'expériences
- Susan Halabi (en), biostatisticienne américaine connue pour ses recherches sur le cancer de la prostate
- Betz Halloran, biostatisticienne qui étudie l'inférence causale et la biostatistique des maladies infectieuses
- Ellen Hamaker (en) (née en 1974), psychologue et statisticienne néerlando-américaine, analyse des données longitudinales en psychologie
- Asta Hampe (en), ingénieure et statisticienne allemande et première membre allemande de la Women's Engineering Society
- Bronwyn Harch, statisticienne australienne de l'environnement, applique les sciences mathématiques à l'agriculture, l'environnement, la santé, la fabrication et l'énergie
- Alison Harcourt, mathématicienne et statisticienne australienne connue pour ses algorithmes de branch and bound et la quantification de la pauvreté en Australie
- Jo Hardin (en), statisticienne américaine qui développe des méthodes à haut débit pour les données du génome humain
- Rachel M. Harter (en), experte américaine en estimation de petits domaines et méthodologie d'enquête
- Dominique Haughton, statisticienne franco-américaine spécialisée dans l'analyse commerciale, le niveau de vie et l'analyse musicale
- Lee-Ann C. Hayek (en), statisticienne en chef des mathématiques au Musée national d'histoire naturelle
- Martha S. Hearron (en) (1943-2014), statisticienne américaine, a aidé à fonder et à diriger la section biopharmaceutique de l'American Statistical Association
- Nancy E. Heckman (en), statisticienne canadienne intéressée par la régression non paramétrique, les méthodes de lissage, l'analyse des données fonctionnelles et les applications en biologie évolutive
- Inge Henningsen (née en 1941), statisticienne et féministe danoise
- Amy H. Herring, biostatisticienne américaine et chercheuse en santé publique travaillant sur des méthodes pour les données corrélées
- Vicki Hertzberg (en), biostatisticienne américaine et chercheuse en santé publique
- Agnes M. Herzberg (en), première femme présidente de la Société statistique du Canada
- Irene Hess (en), experte américaine en méthodologie d'enquête pour les enquêtes scientifiques
- Ho Weang Kee, généticienne statistique malaisienne
- Jennifer A. Hoeting (en), statisticienne américaine connue pour son travail sur la moyenne du modèle bayésien
- Heike Hofmann (en) (née en 1972), chercheuse en visualisation interactive de données
- Susan P. Holmes (en), statisticienne américaine qui applique des statistiques multivariées non paramétriques, des méthodes d'amorçage et la visualisation de données à la biologie
- Virginia Thompson Holran (en), experte américaine des statistiques de l'assurance-vie
- Susan Horn (en), biostatisticienne américaine, a développé des modèles pour une utilisation en pratique par les cliniciens
- Chao Agnes Hsiung, biostatisticienne taïwanaise, présidente de l'Association internationale de statistique chinoise
- Joan Hu (en), statisticienne sino-canadienne, chercheuse sur la pseudo-vraisemblance, les fonctions d'estimation, les données manquantes et les applications
- Mia Hubert (en), statisticienne belge spécialiste de statistique robuste
- Jacqueline Hughes-Oliver, statisticienne américaine d'origine jamaïcaine connue pour ses recherches sur la découverte de médicaments et la chimiométrie
- Shelley Hurwitz (en), biostatisticienne américaine et experte en éthique pour les statisticiens
- Marie Hušková (en) (née en 1942), mathématicienne tchèque qui a travaillé dans les statistiques théoriques et les problèmes de changement
- Jane Hutton (en), statisticienne médicale britannique
- Aparna V. Huzurbazar (en), statisticienne américaine qui utilise des modèles graphiques pour comprendre les données de survenue des événements, sœur de Snehalata
- Snehalata V. Huzurbazar (en), statisticienne américaine, connue pour son travail en génétique statistique et en géologie statistique, sœur d'Aparna

## I
- Lurdes Inoue, spécialiste japonaise-brésilienne de l'inférence bayésienne
- Telba Irony (en), statisticienne brésilienne-américaine, spécialiste de recherche opérationnelle et promotrice des statistiques bayésiennes à la Food and Drug Administration
- Valerie Isham (née en 1947), probabiliste britannique appliquée, présidente de la Royal Statistical Society
- Julie Ivy (en), statisticienne américaine des soins de santé, applique l'ingénierie des systèmes aux soins de santé et à la distribution des banques alimentaires
- Neema Iyer, fondatrice de l'organisation de technologie civique Pollicy.

## J
- Eva E. Jacobs (en) (décédée en 2015), a édité le Handbook of US Labor Statistics et a dirigé la division des enquêtes sur les dépenses des consommateurs du Bureau of Labor Statistics des États-Unis.
- Janis Johnston (en) (né en 1957), statisticienne et sociologue américaine, auteure de plusieurs livres sur les tests de permutation en statistique
- Jana Jurečková (en) (née en 1940), experte tchèque en statistiques non paramétriques et robustes

## K
- Karen Kafadar (en), statisticienne américaine, présidente de l'American Statistical Association
- Shirley Kallek (en) (1926–1983), statisticienne économique américaine au Bureau of the Census
- Haya Kaspi (en) (née en 1948), théoricienne israélienne des probabilités
- Tena Katsaounis, statisticienne gréco-américaine, présidente 2007 du Caucus for Women in Statistics
- Amarjot Kaur (en), statisticienne indienne, présidente de l'Association internationale de statistique indienne
- Katerina Kechris (en), biostatisticienne américaine, utilise des données omiques pour étudier les relations entre la génétique et la maladie
- Sallie Keller McNulty (né en 1956), statisticienne américaine, président de l'American Statistical Association
- Gabrielle Kelly (en), statisticienne irlandaise, présidente de l'Irish Statistical Association
- Sheryl F. Kelsey (en) (née en 1945), première doctorante en statistique féminine à l'Université Carnegie Mellon, a apporté une contribution significative au traitement des maladies cardiaques
- Christina Kendziorski (en), biostatisticienne américaine, analyse les données de séquençage génétique à haut débit
- Ingrid C. Kildegaard (en) (décédée en 1984), statisticienne publicitaire américaine et chargé d'études de marché
- Mimi Kim (en), statisticienne américaine en épidémiologie, santé de la population et biostatistique
- Ruth King, experte britannique sur l'analyse bayésienne de la taille de la population
- Charlotte Kipling (en) (1919–1992), statisticienne, ichtyologiste et cryptographe anglaise
- Grace E. Kissling (en), statisticienne en chef du National Toxicology Program
- Claudia Klüppelberg (en), statisticienne mathématique allemande et théoricienne des probabilités appliquée, connue pour l'évaluation des risques et la finance statistique
- Inge Koch (en), statisticienne australienne, auteure et défenseure de la diversité des sexes en mathématiques
- Daphne Koller (née en 1968), auteure israélo-américaine d'un texte et d'un cours en ligne sur les modèles graphiques probabilistes, boursière MacArthur 2004
- Olga Korosteleva (en), statisticienne russo-américaine et auteure de livres de statistiques
- Hildegarde Kneeland (en) (1889–1994), économiste domestique américaine, statisticienne sociale et experte en recherche sur l'emploi du temps
- Mariana Kotzeva (en) (née en 1967), statisticienne et économètre bulgare, directrice de l'Institut national de statistique de Bulgarie et d'Eurostat
- Mary Grace Kovar (en) (1926–2015), biostatisticienne américaine au National Center for Health Statistics
- Helena Chmura Kraemer (en), biostatisticienne américaine
- Frauke Kreuter (en), chercheuse allemande sur la méthodologie d'enquête, l'erreur d'échantillonnage et l'erreur d'observation
- Shonda Kuiper, éducatrice américaine en statistique
- Lynn Kuo (en) (née en 1949), statisticienne américaine connue pour ses travaux sur l'inférence bayésienne en phylogénie

## L
- Nan Laird (né en 1943), biostatisticienne américaine, découvreuse de l'algorithme EM
- Helen Humes Lamale (en) (1912–1998), statisticienne américaine du travail
- Diane Lambert, statisticienne américaine connue pour ses  modèles avec excès de zéros
- Kathleen Lamborn (en), biostatisticienne américaine connue pour ses publications très citées sur le gliome
- Julia Lane (en), économiste et statisticienne économique néo-zélandaise, britannique et américaine
- Jodi Lapidus (en), biostatisticienne américaine intéressée par la santé des Amérindiens et la prévention des blessures
- Lisa Morrissey LaVange (en), biostatisticienne américaine, présidente de l'American Statistical Association
- Nicole Lazar (en) (née en 1966), chercheuse américano-canadienne-israélienne sur la probabilité empirique et la neuroimagerie fonctionnelle
- Alice Lee (1858-1939), chercheuse britannique en biométrie
- Elisa T. Lee (en), statisticienne sino-américaine qui dirige le Center for American Indian Health Research
- Ji-Hyun Lee (en), experte américaine en essais cliniques sur le cancer, présidente du Caucus for Women in Statistics
- Mei-Ling Ting Lee (en), biostatisticienne taïwanaise-américaine connue pour ses recherches sur les puces à ADN
- Yoonkyung Lee (en), experte coréenne-américaine sur les machines à vecteurs de support multicatégorie
- Julie Legler (en), biostatisticienne américaine, éducatrice en statistique et éducatrice interdisciplinaire de premier cycle
- Virginia Lesser (en), chercheuse américaine sur les erreurs non dues à l'échantillonnage, la méthodologie d'enquête et les applications agricoles des statistiques
- Judith T. Lessler (en), experte américaine en méthodologie d'enquête et agriculteur biologique
- Sue Leurgans (en), experte américaine en biostatistique des mouvements du corps humain
- Elizaveta Levina, statisticienne mathématique russo-américaine connue pour son travail dans les statistiques à haute dimension et l'estimation de la covariance
- Denise Lievesley, directrice britannique des statistiques à l'UNESCO, fondatrice de l'Institut de statistique et directrice des archives de données du Royaume-Uni
- Shili Lin (en), statisticienne américaine qui étudie les applications des statistiques aux données génomiques
- Xihong Lin, statisticienne chinoise connue pour ses contributions aux modèles mixtes, à la régression non et semi-paramétrique et à la génétique statistique
- Ivy Liu (en), statisticienne taïwanaise et néo-zélandaise spécialisée dans les données catégorielles et ordinales
- Regina Liu (en), statisticienne américaine, a inventé la profondeur simplicial
- Greta M. Ljung (en) (née en 1941), statisticienne finno-américaine, homonyme du test de Ljung-Box pour les données de séries chronologiques
- Patti Frazer Lock (en) (née en 1953), éducatrice américaine en mathématiques et statistiques et auteur de manuels
- Jane Loevinger (en) (1918-2008), psychologue et psychométricienne américaine, à l'origine du coefficient H de Loevinger
- Sharon Lohr (en), statisticienne américaine, applique l'échantillonnage d'enquête et la conception d'expériences à l'éducation et à la criminologie
- Wendy Lou (en), biostatisticienne canadienne, experte en analyses et modèles de séquences
- Isobel Loutit (en) (1909-2009), l'une des premières statisticiennes professionnelles au Canada

## M
- Eleanor Josephine Macdonald (1906-2007), épidémiologiste américaine du cancer qui a établi le premier registre du cancer aux États-Unis
- Helen MacGillivray (en), statisticienne australienne, présidente de l'International Statistical Institute et de la Statistical Society of Australia
- Amita Manatunga, biostatisticienne sri-lankaise
- Nancy Mann (en), statisticienne américaine connue pour ses recherches sur la gestion de la qualité, l'estimation de la fiabilité et la distribution de Weibull
- Elizabeth Margosches (en), statisticienne américaine à la US Environmental Protection Agency
- Cathie Marsh (en) (1951–1993), sociologue et statisticienne britannique qui a plaidé en faveur de l'utilisation des enquêtes en sociologie
- Margaret P. Martin (en) (1915–2012), biostatisticienne américaine, a publié une série d'articles sur la nutrition maternelle et infantile
- Wendy L. Martinez (en), statisticienne américaine, auteur de deux livres sur MATLAB et rédactrice en chef de Statistics Surveys
- Hélène Massam (en), statisticienne canadienne connue pour ses recherches sur la distribution de Wishart et sur les modèles graphiques
- Jil Matheson (en), ancienne statisticienne nationale du Royaume-Uni
- Nancy Mathiowetz (en), sociologue et statisticienne américaine, a combiné psychologie cognitive et méthodologie d'enquête
- Deborah Mayo (en), statisticienne fréquentiste et professeur de philosophie des sciences à Virginia Tech; auteur d'ouvrages sur les probabilités et la gestion des risques
- Sally McClean (en), statisticienne d'Irlande du Nord, informaticienne et chercheuse opérationnelle
- Fabrizia Mealli (en) (née en 1966), chercheuse italienne sur l'inférence causale, les données manquantes et les statistiques de l'emploi
- Elizabeth Meckes (en), théoricienne américaine des probabilités
- Kerrie Mengersen (née en 1962), directrice australienne du Bayesian Research and Applications Group à Queensland University of Technology
- Margaret Merrell (en) (1900–1995), biostatisticienne américaine connue pour ses recherches sur la construction de tables de mortalité
- Ida Craven Merriam (en) (1904–1997), économiste et statisticienne américaine qui a fondé la National Academy of Social Insurance
- Carmen A. Miró (en) (née en 1919), démographe panaméenne
- Leyla Mohadjer (en), experte en méthodologie d'enquête, erreur d'enquête totale, contrôle qualité et biais de participation
- Irene Montie (en) (1921-2018), statisticienne américaine pour le Census Bureau; présidente du Caucus for Women in Statistics
- Leslie M. Moore (en), applique des statistiques aux expériences et simulations scientifiques
- Motomi Mori (en), biostatisticienne japonaise-américaine qui a étudié les infections nosocomiales, les greffes de moelle osseuse et la médecine personnalisée
- June Morita (en), éducatrice américaine en statistique
- Bhramar Mukherjee (en), biostatisticienne indo -américaine, présidente du COPSS
- Susan Murphy (née en 1958), applique des méthodes statistiques aux essais cliniques de traitements pour des conditions médicales chroniques et récurrentes
- Janet Myhre (en), a fondé le Reed Institute for Decision Science au Claremont McKenna College

## N

Une des œuvres pionnières de Florence Nightingale en représentation graphique de données.

- Mary Gibbons Natrella (en) (1922-1988), auteure d'un manuel largement utilisé sur les statistiques pour les expériences scientifiques et techniques
- Johanna Nešlehová (1977-), statisticienne mathématique tchèque
- Ethel Newbold (1882–1933), épidémiologiste et statisticienne anglaise, homonyme du prix Ethel Newbold pour l'excellence en statistique
- Helen Alma Newton Turner (1908–1995), autorité australienne sur la génétique des moutons
- Florence Nightingale (1820–1910), fondatrice anglaise des soins infirmiers modernes, pionnière de la visualisation de l'information et des graphiques statistiques
- Deborah A. Nolan, statisticienne et éducatrice en statistique (en) américaine
- Sharon-Lise Normand (en), biostatisticienne canadienne qui évalue la qualité des soins fournis par les médecins et les hôpitaux
- Delia North (en), une leader de l'enseignement des statistiques en Afrique du Sud
- Janet L. Norwood (1923-2015), première femme commissaire du Bureau américain des statistiques du travail
- Sarah Nusser (née en 1957), statisticienne d'enquête américaine
- Vera Nyitrai (1926-2011), présidente du Bureau central de statistique hongrois et première femme présidente de la Commission de statistique des Nations unies

## O
- Sofia Olhede (en), statisticienne mathématique britannique connue pour ses recherches sur les ondelettes, les graphons et les statistiques de grande dimension
- Beatrice S. Orleans (en) (décédée en 2011), statisticienne en chef du US Naval Sea Systems Command
- Mollie Orshansky (en) (1915-2006), économiste et statisticien américain, a fixé des seuils de pauvreté pour le revenu des ménages

## P
- Gladys L. Palmer (en) (1895–1967), statisticienne sociale américaine connue pour son travail sur la mobilité de la main-d'œuvre et les statistiques du travail
- J. Lynn Palmer (en), biostatisticienne américaine connue pour ses recherches sur les données manquantes et sur les traitements du cancer
- Mari Palta (en), biostatisticienne suédoise, présidente du Caucus for Women in Statistics
- Anna Panorska (en), experte polono-américaine sur les événements extrêmes dans les processus stochastiques et sur l'effet des conditions météorologiques sur les performances du baseball
- Cristina Parel (en), première Philippine à obtenir un doctorat en statistique
- Eun Sug Park (en), statisticienne coréenne-américaine des transports
- Jennifer D. Parker (en), statisticienne américaine qui étudie les liens entre la socio-économie, la pollution et la santé reproductive
- Vera Pawlowsky-Glahn, statisticienne et géoscientifique espagnole
- Roxy Peck (en), professeure de statistiques américaine
- Magda Peligrad (en), théoricienne roumaine des probabilités connue pour ses travaux sur les processus stochastiques
- Olga Pendleton (en), experte américaine en sécurité routière et régression linéaire multiple
- Limin Peng (en), biostatisticienne chinoise, a remporté le prix Mortimer Spiegelman
- Marianna Pensky (en), statisticienne mathématique soviétique et américaine, experte en ondelettes et analyse bayésienne
- Sonia Petrone (en), statisticienne italienne qui utilise les polynômes de Bernstein dans les méthodes bayésiennes non paramétriques
- Polly Phipps (en), enquêtrice américaine et statisticienne du travail
- Dominique Picard (né en 1953), experte française des applications statistiques des ondelettes
- Elżbieta Pleszczyńska (en) (née en 1933), statisticienne polonaise, militante pour les droits des personnes handicapées
- Raquel Prado (née en 1970), statisticienne vénézuélienne spécialisée dans l'analyse bayésienne des séries chronologiques
- Dionne Price (en), statisticienne afro-américaine à la US Food and Drug Administration
- Ruth Rice Puffer (en) (1907-2002), a dirigé l'enquête interaméricaine sur la mortalité infantile à l'Organisation panaméricaine de la santé

## Q
- Annie Qu (en), statisticienne chinoise connue pour ses travaux sur l'estimation des équations et des modèles semi-paramétriques

## R
- Sophia Rabe-Hesketh (en), experte américaine des modèles mixtes linéaires généralisés à variables latentes
- Kavita Ramanan (en), théoricienne des probabilités indo-américaine
- Lila Knudsen Randolph (en) (1908-1965), statisticienne en chef à la Food and Drug Administration
- Nalini Ravishanker (en), statisticienne indienne intéressée par l'analyse des séries chronologiques et les applications à la science actuarielle, aux affaires et aux transports
- Carol K. Redmond (en), biostatisticienne américaine connue pour ses recherches sur le cancer du sein
- Nancy Reid (née en 1952), statisticienne théorique canadienne, présidente de l'Institut de statistique mathématique et de la Société statistique du Canada
- Gesine Reinert (en), statisticienne allemande à Oxford, spécialiste des séquences biologiques et des réseaux biologiques
- Gladys H. Reynolds, statisticienne américaine qui a fait des recherches pionnières sur la modélisation des maladies sexuellement transmissibles
- Dorothy P. Rice (en) (1922-2017), statisticienne américaine de la santé qui a contribué à la création de l'indice national de mortalité
- Sylvia Richardson, experte française des méthodes de Monte Carlo et chaînes de Markov bayésiennes pour les statistiques spatiales
- Carmen L. Rivera-Medina (en), psychologue, statisticienne et méthodologiste portoricaine
- Naomi B. Robbins (en), experte américaine en visualisation de données
- Paula Roberson (en), biostatisticienne américaine, présidente du Caucus for Women in Statistics
- Rosemary Roberts (en), éducatrice en statistique qui a dirigé la création d'AP Statistics
- Kathryn Roeder, statisticienne américaine qui a jeté les bases de la criminalistique de l'ADN
- Jennifer Rogers (en), statisticienne britannique et communicatrice statistique
- Judith Rousseau, statisticienne française qui étudie les propriétés fréquentistes des méthodes bayésiennes
- Joan R. Rosenblatt (en), statisticienne américaine, directrice de l'informatique et des mathématiques appliquées au National Institute of Standards and Technology
- Naomi D. Rothwell (en), a présenté la recherche comportementale au recensement américain, a écrit sur les expériences de gestion d'une maison de transition
- Cynthia Rudin (née en 1976), informaticienne et statisticienne américaine connue pour son travail en intelligence artificielle explicable (en)
- Pat Ruggles (en), économiste américaine et statisticienne sociale qui étudie la pauvreté
- Deborah J. Rumsey (en) (née en 1961), éducatrice américaine en statistique, fondatrice du Consortium for the Advancement of Undergraduate Statistics Education
- Barbara Falkenbach Ryan (en), mathématicienne américaine, informaticienne, statisticienne et dirigeante d'entreprise
- Louise M. Ryan, experte australienne sur les statistiques du cancer et l'évaluation des risques en santé environnementale

## S
- Mary D. Sammel (en), biostatisticienne américaine également connue pour son travail avec les chiens-guides
- Ester Samuel-Cahn (en) (née en 1933), lauréate du prix Israël pour son travail en statistique
- Susan M. Sanchez (en) (née en 1959), experte américaine en data mining from agent-based simulation
- Marta Sanz-Solé (née en 1952), chercheuse catalane sur les processus stochastiques, présidente de l'European Mathematical Society
- Nora Cate Schaeffer (en), sociologue américaine et statisticienne d'enquête
- Edna Schechtman (en) (née en 1948), experte israélienne des méthodes de différence absolue moyenne, présidente de l'Association statistique d'Israël
- Alexandra M. Schmidt (en), biostatisticienne et épidémiologiste brésilienne, présidente de l'ISBA
- Elizabeth Scott (1917-1988), applique les statistiques à l'astronomie et la modification du temps, a promu l'égalité des chances pour les femmes
- Marian Scott (en) (née en 1956), statisticienne écossaise spécialisée dans les statistiques environnementales et la modélisation statistique
- Paola Sebastiani (en), biostatisticienne italienne et épidémiologiste génétique
- Nell Sedransk (en), statisticienne américaine qui a dirigé l'Institut national des sciences statistiques
- Esther Seiden (en) (1908-2014), statisticienne mathématicienne polono-israélo-américaine connue pour ses recherches sur la conception d'expériences et la conception combinatoire
- Kimberly Sellers (en), experte américaine des données de dénombrement, de la dispersion statistique et de la distribution de Conway–Maxwell–Poisson
- Juliet Popper Shaffer (née en 1932), psychologue et statisticienne américaine connue pour ses recherches sur les tests d'hypothèses multiples
- Katrina Sharples (en), biostatisticienne et altiste néo-zélandaise
- Lianne Sheppard (en), experte américaine sur les effets sanitaires de la pollution atmosphérique
- Stephanie Shipp (en), économiste et statisticienne sociale américaine
- Eleanor Singer, experte américaine d'origine autrichienne en méthodologie d'enquête
- Judith D. Singer (en), statisticienne américaine connue pour son travail sur les modèles multiniveaux, l'analyse de survie et les modèles de croissance individuels
- Rosedith Sitgreaves (en) (1915–1992), chercheuse américaine sur les matrices aléatoires et concordance de Kendall
- Elizabeth H. Slate (en), statisticienne américaine intéressée par les statistiques bayésiennes des données longitudinales et applications à la santé
- Aleksandra Slavković (en), experte américaine en contrôle de divulgation statistique, statistiques algébriques et applications en sciences sociales
- Kristine Smith (1878-1939), statisticienne danoise, a créé le domaine de la conception optimale des expériences
- Joyce Snell (en) (née en 1930), statisticienne britannique connue pour son travail sur les résidus et les données catégorielles ordonnées, et pour ses livres sur les statistiques
- Mary Eleanor Spear (en) (1897-1986), spécialiste américaine de la visualisation de données
- Joan Staniswalis (en) (1957-2018), biostatisticienne américaine, a étudié les effets de la qualité de l'air et des inégalités raciales sur la santé
- Elizabeth Stasny (en), experte américaine des données manquantes dans les enquêtes
- Fiona Steele (en), statisticienne britannique qui étudie les données longitudinales et les applications en démographie et en éducation
- Sandra Stinnett, statisticienne américaine spécialisée en biostatistique de l'ophtalmologie
- Victoria Stodden (en), statisticienne américaine axée sur la reproductibilité de la recherche en science informatique
- S. Lynne Stokes (en), experte américaine en modélisation des erreurs non dues à l'échantillonnage, des méthodes de marquage et de recapture et des sondages d'opinion
- Elizabeth A. Stuart (en), chercheuse américaine sur l'inférence causale et les données manquantes dans les statistiques de la santé mentale
- Thérèse Stukel (en), statisticienne canadienne intéressée par la mortalité chirurgicale, les variations régionales des dépenses de santé et la cardiologie
- Catherine Sugar (en), biostatisticienne américaine qui étudie l'analyse en grappes, la covariance et les applications en médecine et en psychiatrie
- Jiayang Sun (en), statisticienne sino-américaine, présidente du Caucus for Women in Statistics
- Nike Sun, théoricienne américaine des probabilités étudie les transitions de phase et la complexité du comptage
- Deborah F. Swayne (en), experte américaine en visualisation d'informations qui a écrit le progiciel GGobi

## T
- Irene Barnes Taeuber (en) (1906-1974), rédactrice américaine de Population Index qui a contribué à établir la science de la démographie
- Judith Tanur (en), rédactrice américaine de l' International Encyclopedia of Social Sciences
- Nancy Temkin (en), statisticienne américaine qui travaille sur la biostatistique des lésions cérébrales traumatiques
- Dorothy Swaine Thomas (1899-1977), experte en croissance démographique, qui est devenue la première femme présidente de l'American Sociological Association
- Lori Thombs, statisticienne sociale américaine, présidente du Southern Regional Council On Statistics
- C. Jean Thompson (né en 1940), président de la New Zealand Statistical Association
- Elizabeth A. Thompson (née en 1949), statisticienne américaine d'origine anglaise, utilise des données génétiques pour inférer les relations entre les individus et les populations
- Jean Helen Thompson (en) (1926–1992), statisticien en chef britannique au Bureau des recensements et enquêtes démographiques, président de la British Society for Population Studies
- Katherine J. Thompson (en), statisticienne américaine au Census Bureau, présidente de l'ASA Section on Government Statistics
- Mary E. Thompson, statisticienne canadienne connue pour son travail dans la lutte contre le tabagisme et présidente de la Société statistique du Canada
- Ene-Margit Tiit (née en 1934), mathématicienne et statisticienne estonienne, présidente fondatrice de la Société statistique estonienne
- Barbara Tilley (en), biostatisticienne américaine, présidente du Caucus for Women in Statistics
- Kate Tilling (en), statisticienne britannique intéressée par les applications à l'épidémiologie et aux services de santé
- Mary N. Torrey (en) (née en 1910), statisticienne mathématique américaine et experte en contrôle qualité

## U
- Caroline Uhler (1935–), statisticienne suisse spécialisée dans les statistiques algébriques et ses applications en génomique
- Jessica Utts (née en 1952), parapsychologue américaine, formatrice en statistiques et présidente de l'American Statistical Association

## V
- Ingrid Van Keilegom (en) (née en 1971), statisticienne belge intéressée par les statistiques non paramétriques et l'analyse de survie
- Mary van Kleeck (1883-1972), féministe sociale américaine et promotrice de la gestion scientifique et d'une économie planifiée
- Marina Vannucci (en) (née en 1966), experte italienne en ondelettes, sélection de caractéristiques et analyse de grappes en statistiques bayésiennes
- Maria Eulália Vares (en), experte brésilienne en processus stochastiques
- Maria-Pia Victoria-Feser (en), statisticienne suisse, applique des statistiques solides à la finance statistique et à la biostatistique

## W
- Jane Wadsworth (en) (1942–1997), statisticienne médicale britannique et chercheuse en santé sexuelle
- Grace Wahba (née en 1934), pionnière américaine des méthodes de lissage des données bruyantes
- Helen M. Walker (1891–1983), première femme présidente de l'American Statistical Association
- Katherine Wallman (en), statisticienne en chef des États-Unis et présidente de l'American Statistical Association
- Huixia Judy Wang (en), experte sino-américaine sur la régression quantile
- Jane-Ling Wang, étudie la réduction des dimensions, l'analyse des données fonctionnelles et le vieillissement
- Mei-Cheng Wang (en), biostatisticienne taïwanaise connue pour son travail sur l'analyse de survie et la troncature
- Naisyin Wang (en), statisticienne taïwanaise, présidente de l'Association internationale de statistique chinoise
- Marie Wann (en), statisticienne du gouvernement américain, présidente du Caucus for Women in Statistics
- Ann E. Watkins (en), éducatrice américaine en statistique, présidente de la Mathematical Association of America
- Ying Wei (en), statisticienne chinoise intéressée par la régression quantile et les modèles semi-paramétriques de données longitudinales
- Joanne Wendelberger (en), statisticienne américaine et scientifique au Los Alamos National Laboratory
- Nanny Wermuth (en) (née en 1943), experte allemande et suédoise des modèles graphiques de Markov et de leurs applications dans les sciences de la vie
- Jessamine S. Whitney (en) (1880-1941), statisticienne américaine et professionnelle de la santé publique
- Alice S. Whittemore, théoricienne, biostatisticienne et épidémiologiste américaine qui étudie les effets de la génétique et du mode de vie sur le cancer
- Aryness Joy Wickens (1901–1991), statisticienne du travail américain et présidente de l'American Statistical Association
- Rebecca Willett (en), statisticienne et informaticienne américaine travaillant dans l'apprentissage automatique, le traitement du signal et la science des données
- Ruth J. Williams, théoricienne américaine des probabilités, présidente de l'Institut de statistique mathématique, membre de la National Academy of Sciences
- Alyson Wilson (en) (née en 1967), experte américaine de la fiabilité bayésienne et des statistiques militaires
- Susan R. Wilson (en) (née en 1948), statisticienne australienne connue pour ses études sur la biostatistique, la génétique statistique et la propagation du SIDA en Australie
- Helen Wily (1921-2009), pionnière sur les questions de genre dans l'enseignement des statistiques
- Sharon Witherspoon (en) (née en 1956), directrice britannique des politiques de l'Académie des sciences sociales, chercheuse fondatrice de la British Social Attitudes Survey
- Daniela Witten, biostatisticienne américaine intéressée par l'apprentissage automatique et les données de grande dimension
- Janet Wittes (en), statisticienne américaine et consultante en statistique spécialisée dans les essais cliniques
- Frances Wood (1883-1919), statisticienne médicale anglaise, homonyme de la médaille Wood de la Royal Statistical Society
- Hilda Mary Woods (en) (1892-1971), épidémiologiste britannique, première enseignante à la London School of Hygiene and Tropical Medicine
- Jane Worcester (en) (décédée en 1989), biostatisticienne et épidémiologiste américaine, deuxième femme titulaire à la Harvard School of Public Health
- Margaret Wu, statisticienne australienne, a développé des estimateurs de la diversité génétique

## Y
- Grace Yang, experte sino-américaine sur les processus stochastiques dans les sciences physiques, la théorie asymptotique et l'analyse de survie
- Jean Yang, statisticienne australienne connue pour ses travaux sur les données de puces à ADN et de spectrométrie de masse
- Grace Y. Yi (en), experte sino-canadienne en analyse d'histoire d'événements avec des données manquantes en médecine, en génie et en sciences sociales
- Linda J. Young (en) (née en 1952), statisticienne mathématique en chef au National Agricultural Statistics Service
- Bin Yu, statisticienne sino-américaine, présidente de l'Institut de statistique mathématique

## Z
- Ann Zauber (en), biostatisticienne américaine dont les recherches ont démontré l'efficacité de la coloscopie
- Judy Zeh (en), statisticienne américaine connue pour l'estimation bayésienne des populations de baleines boréales
- Rita Zemach (en) (1926-2015), statisticienne américaine qui a travaillé pour le Michigan Department of Public Health
- Hao Helen Zhang (en), experte sino-américaine en statistiques non paramétriques, exploration de données et apprentissage automatique
- Jun Zhu (en), statisticienne et entomologiste américaine intéressée par les données spatio-temporelles et les statistiques environnementales
- Rebecca Zwick (en), experte américaine en évaluation pédagogique et admissions à l'université